# Pista Dupla
Pista Dupla foi um seriado brasileiro exibida na Rede CNT em 1996.
O seriado foi transmitido em 24 capítulos, entre março e dezembro de 1996, com um moderado sucesso de audiência para a emissora CNT, que só não produziu uma segunda temporada, por estar passando problemas financeiros na época.

## Enredo
A história gira em torno dos irmãos gêmeos (Beto e Nando) que após anos separados se reencontram já adultos. Um é policial e o outro um tímido jornalista que combatem o crime na cidade de Curitiba.

## Elenco
- Werner Schumann - Beto
- Willy Schumann - Nando
- Franciely Freduzeski - Graziela
- Alexandre Nero - Zé Alfredo
- Áurea Leminski - Bel
- Ênio Carvalho
- Mário Schoemberger
- Enéas Lour
- Kátia Drummond
- Adriana Lima

## Curiosidades
- O apresentador Ratinho, na época na Rede CNT atuou em um do episódios, como delegado da cidade da Lapa.
- Áurea Leminski também apresentou o CNT Jornal na emissora.
- A moça que aparece seminua na abertura creditada como "Franciely Gonzaga" é a atriz Franciely Freduzeski, da série Donas da Casa Desesperadas.
- A série foi reprisada em setembro de 2007 depois do fim da parceria com a TV JB.